# Herabregulation
Als Herabregulation (Englisch: Down Regulation), auch Internalisierung genannt, bezeichnet man die durch eine anhaltend hohe Liganden-Konzentration ausgelöste Verminderung der Anzahl von Rezeptoren auf einer Zelle, einschließlich des Abbaus der Rezeptoren. Bei Rezeptoren-Mangel vermag der Ligand nicht mehr seine Wirkung am Zielorgan zu entfalten, und zwar unabhängig von seiner Konzentration im Blut. Diese zeitliche Begrenzung der Ligandwirkung dient dem Schutz der Zelle bzw. des Organismus.

## Mechanismus bei Peptidhormonen
Wenn Peptid-Hormone über einen längeren Zeitraum an den Hormonrezeptor der Zielzelle gebunden sind, kommt es zu einer seitlichen Verschiebung der Hormon-Rezeptor-Komplexe an der Zellmembran. Bei lang anhaltendem Hormonüberschuss bilden sich Haufen (Cluster) dieser Hormon-Rezeptor-Komplexe in speziellen Bereichen (sog. „coated pits“) der Zellmembran. Diese werden über Endocytose in das Zellinnere aufgenommen (internalisiert). Lang anhaltender Hormonüberschuss reduziert somit die Rezeptorenzahl auf der Oberfläche der Zielzellen, die so für das Hormon unempfindlicher werden. Die meisten Peptidhormone werden deshalb schubweise (pulsatil) freigesetzt, wodurch die Herabregulation physiologisch verhindert wird.
Einen weiteren wichtigen Mechanismus in der Regulation der Rezeptordichte stellen Phosphorylierungseffekte dar, welche zu einer Internalisierung der Rezeptoren sowie zu einem Wirkungsverlust durch Bindung an Arrestine oder Konformationsänderung führen.

## Beispiel
- Herabregulation G-Protein-gekoppelter Rezeptoren